# Alan Dawson
 (juillet 2011).
Si vous disposez d'ouvrages ou d'articles de référence ou si vous connaissez des sites web de qualité traitant du thème abordé ici, merci de compléter l'article en donnant les références utiles à sa vérifiabilité et en les liant à la section « Notes et références ».
Alan Dawson, né le 14 juillet 1929 à Marietta (Pennsylvanie) et mort le 23 février 1996 à Roxbury (Boston, Massachusetts), est un batteur de jazz américain.
Il était réputé pour accompagner l'orchestre de Lionel Hampton en tant que second batteur. Pour le morceau Flyin' Home, Hampton faisait entrer sur scène Alan Dawson pour seconder Styeve Little, Illinois Jacquet (ténor sax qui joue le solo central après celui de Hampton) et Milt Buckner au piano. Une version endiablée de ce Flyin' Home est écoutable sur le disque du concert de Lionel Hampton à Newport du 3 juillet 1967 (Newport Uproar, B4). On entend distinctement le slashing drum (accentuation de temps en coups de fouet) d'Alan Dawson.
En 1972 à Berlin, il livra une prestation remarquable en accompagnant le trio Dave Brubeck (pianiste), Paul Desmond (saxophoniste alto) et Gerry Mulligan (saxophoniste baryton).